# Limo Biang
Limo Biang is een bestuurslaag in het regentschap Nias Selatan van de provincie Noord-Sumatra, Indonesië. Limo Biang telt 200 inwoners (volkstelling 2010).